# Aiko Koyama
Pour les articles homonymes, voir Koyama.
Aiko Koyama (小山愛子), née le 28 décembre 1978 dans la ville de Towada, préfecture d'Aomori (Japon), est une artiste mangaka japonaise.

## Biographie
Aiko Koyama est élevée dans la ville de Yokohama et est principalement active au Shōgakukan.
Après avoir travaillé comme assistant pour les artistes manga Shinji Saijo et Makoto Raiku, elle remporte le Manga College Effort Award en 2001. La même année, elle fait ses débuts avec Nichijou Sensen dans le numéro super spécial du Shonen Sunday.
En 2016, elle commence à publier La Maison des maiko (en) (Maiko Sanchi no Makanaisan) dans le Weekly Shōnen Sunday. Le 22 janvier 2020, la même œuvre remporte le 65e Shogakukan Manga Award. Elle est ensuite adaptée en 2023 à la télévision dans une série comportant neuf épisodes, Makanai : Dans la cuisine des maiko.